# 世界の国境を歩いてみたら…
『世界の国境を歩いてみたら…』(せかいのこっきょうをあるいてみたら)は、2018年4月6日からBS11で放送されている番組。2019年4月5日から金曜日の19:00 - 20:00に放送されている。

## 概要
世界の国境を取材する本格「国境エンターテインメント」番組。

## 出演者
- ナレーター
  - ピエール瀧（2018年4月6日 - 2019年3月11日）[1][2]
  - 田中秀幸（2019年3月18日 - ）

- 国境ハンター
  - 嘉人（第1回）
  - 江頭ゆい（第2回、第7回、第10回、第13・14回、第23・24回、第31・32回）
  - 春輝（第3回）
  - 万里紗（第4回、第6回）
  - 石田佳央（第5回、第33・34回、第53回）
  - 小池良介（第8回）
  - 古河耕史（第9回、第27・28回）
  - 布川隼汰（第11回、第19・20回）
  - 久保雅樹（第12回）
  - 早川真理恵（第15・16回、第29・30回）
  - 真凛（第17・18回）
  - 野田あず沙（第21・22回）
  - 渡辺早織（第25・26回）

## 放送内容
| 回               | 場所                               | タイトル                                                       | 国境ハンター |
| ---------------- | ---------------------------------- | -------------------------------------------------------------- | ------------ |
| * 第1回          | アルゼンチン× ボリビア             | 『神宿るネイティブアメリカンの谷』                             | 嘉人         |
| * 第2回          | ベトナム× カンボジア               | 『国境に住む少数民族の驚きの暮らし！』                         | 江頭ゆい     |
| * 第3回          | イタリア× フランス                 | 『多国に帰属したマントン衝撃のレモン祭り』                     | 春輝         |
| * 第4回          | オランダ× ベルギー                 | 『複雑に入り組んだ、国境だらけの町！』                         | 万里紗       |
| * 第5回          | シンガポール× マレーシア           | 『潜入！国境の町の巨大プロジェクト』                           | 石田佳央     |
| * 第6回          | 南アフリカ共和国× モザンビーク     | 『国境は野生アニマルだらけの大草原！』                         | 万里紗       |
| * 総集編（#1-6） | 名場面一挙放送！                   |                                                                |              |
| * 第7回          | ノルウェー× スウェーデン           | 『世界一幸せな国境のリアル』                                   | 江頭ゆい     |
| * 第8回          | アメリカ合衆国× カナダ             | 『世界"最長"国境はナイアガラ滝の絶景に通ず』                   | 小池良介     |
| * 第9回          | パナマ× コスタリカ                 | 『大自然に暮らす珍獣と絶景のカリブ海で海賊を追う！』           | 古河耕史     |
| * 第10回         | ドイツ連邦共和国× フランス× スイス | 三国国境編！                                                   | 江頭ゆい     |
| * 第11回         | エストニア× ラトビア× リトアニア   | 『知性と美貌、平和にあふれたバルト三国』                       | 布川隼汰     |
| * 第12回         | タイ王国× ラオス                   | 『世界で最も行きたい！秘境国境』                               | 久保雅樹     |
| * 第13回         | クロアチア× セルビア               | 『内戦から20年・・・国境のドナウ川に新国家が誕生！？』         | 江頭ゆい     |
| *第14回          | クロアチア× セルビア               | 『絶品の国境メシ！国境の絶景も！国境旅行に出かけませんか？』   | 江頭ゆい     |
| *第15回          | ロシア連邦× フィンランド           | 『戦争が生んだ国境のリアルを探す旅』                           | 早川真理恵   |
| *第16回          | ロシア連邦× フィンランド           | 『国境のサンタクロース山と奇跡のオーロラ』                     | 早川真理恵   |
| *総集編          | 食欲の秋！国境グルメ特集！         |                                                                |              |
| *第17回          | フランス× スペイン                 | 『350年以上変わらない国境がはらむ民族独立問題』                | 真凛         |
| *第18回          | フランス× スペイン                 | 『国境の生んだ極上グルメと天才建築家』                         | 真凛         |
| *第19回          | トルコ× ギリシャ                   | 『紀元前からの犬猿の仲 その原因を求めてキプロス島へ』          | 布川隼汰     |
| *第20回          | トルコ× ギリシャ                   | 『食の世界遺産と歴史的建造物を満喫する国境旅行』               | 布川隼汰     |
| *第21回          | ブルガリア× ルーマニア             | A面 『共産主義崩壊から30年...今なお苦しめられる国民たち』      | 野田あず沙   |
| *第22回          | ブルガリア× ルーマニア             | B面 『東欧の美しい街並みと、絶品の国境グルメを満喫』           | 野田あず沙   |
| *第23回          | ブラジル× アルゼンチン             | Ａ面『南米大陸に夢見て... 国境の町を作り上げた世界の移民たち』 | 江頭ゆい     |
| *第24回          | ブラジル× アルゼンチン             | B面『イグアスの滝が育む大自然と、移民文化を満喫！』            | 江頭ゆい     |
| *第25回          | ドイツ連邦共和国× オーストリア     | A面『音楽に彩られた国境！仲良し両国の影に世界最大の貴族』      | 渡辺早織     |
| *第26回          | ドイツ連邦共和国× オーストリア     | B面『マリー・アントワネットが愛した国境グルメとは??』          | 渡辺早織     |
| *第27回          | ハイチ× ドミニカ共和国             | 前編『暴動発生！厳戒態勢の島』                                 | 古河耕史     |
| *第28回          | ハイチ× ドミニカ共和国             | 後編『カリブ海の美しい島の"格差"』                             | 古河耕史     |
| *第29回          | フランス× イギリス                 | 前編『国境からみるヨーロッパの断絶とブレグジット』             | 早川真理恵   |
| *第30回          | フランス× イギリス                 | 後編『ブレグジッドが迫るイギリス国境から見えてくる混沌』       | 早川真理恵   |
| *第31回          | タイ王国× マレーシア               | 前編～微笑みの国の〝立ち入り禁止〟エリア～                     | 江頭ゆい     |
| *第32回          | タイ王国× マレーシア               | 後編～国境沿いの壮大な国家ビジネス～                           | 江頭ゆい     |

## その他
上記以外に訪れたことのある国(未承認国家を含む)
- リベルランド
- キプロス
- 北キプロス